# Theodo av Bayern
Theodo av Bayern, död 715, var regerande hertig av Bayern från 680 till 715. 